# Strokestown
Strokestown (in irlandese Béal na mBuillí) è una località della Repubblica d'Irlanda. Fa parte della contea di Roscommon, nella provincia di Connacht.
Il monumento più noto del villaggio è la residenza palladiana Strokestown Demesne, che ospita il Famine Museum, dedicato alla grande carestia irlandese (1845 - 1849).